# Lake Mary (Florida)
Lake Mary è una città degli Stati Uniti d'America, situata in Florida, nella Contea di Seminole.